# Selma Ibrahim

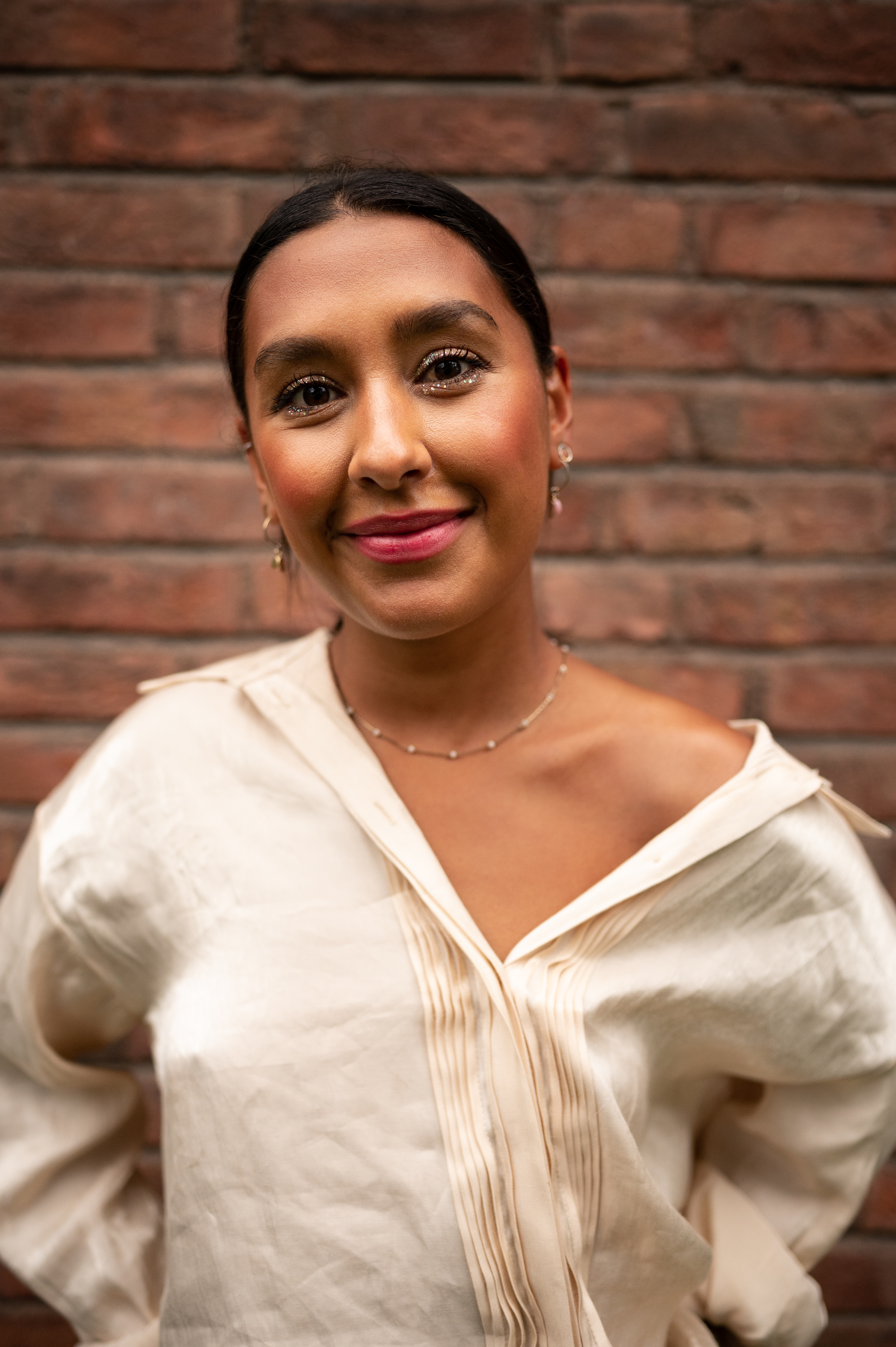
Selma Ibrahim, 2020

Selma Ibrahim Karlsen (* 1. Februar 1995) ist eine norwegische Moderatorin. Sie tritt in der Öffentlichkeit unter dem Namen Selma Ibrahim auf. Bekanntheit erlangte sie als Moderatorin im Kinder- und Jugendprogramm von NRK.

## Leben
Karlsen stammt aus Kolbotn. Im Jahr 2017 begann sie als Moderatorin bei NRK Super, dem Kinder- und Jugendprogramm des norwegischen Rundfunks Norsk rikskringkasting (NRK), zu arbeiten. In den Jahren 2020 bis 2022 moderierte sie die Jugendmusikshow MGPjr. Während sie in ihren ersten beiden Jahren gemeinsam mit Victor Sotberg moderierte, übernahm sie 2022 die Moderation alleine. Für ihre Moderationsleistung im Jahr 2022 gewann sie den Fernsehpreis Gullruten in der Kategorie „Beste Moderation – Unterhaltung“. Im Jahr 2022 führte sie die jährliche an Jugendliche gerichtete NRK-Kampagne BlimE an. Im Zuge dessen berichtete sie wiederholt von eigenen Mobbingerfahrungen und gab das BlimE-Lied Den ene heraus. Mit dem Lied zog sie in die norwegischen Singlecharts ein. Im selben Jahr gab sie das Buch Bare en venn heraus, in dem sie über ihre eigene Schulzeit schrieb.
Im Januar 2023 wurde sie als Moderatorin der NRK-Quizshow Alle mot 1 vorgestellt. Gemeinsam mit dem Madcon-Sänger Yosef Woldemariam moderierte sie im April 2023 den Musikpreis Spellemannprisen 2022. Im Herbst 2023 wirkte sie an der bei TV 2 ausgestrahlten Tanzshow Skal vi danse mit.

## Auszeichnungen
- 2023: Gullruten, „Beste Moderation – Unterhaltung“

## Diskografie

### Singles
| Jahr | Titel Album        | Höchstplatzierung, Gesamtwochen, AuszeichnungChartsChartplatzierungen (Jahr, Titel, Album, Platzierungen, Wochen, Auszeichnungen, Anmerkungen) | Anmerkungen                        |
| Jahr | Titel Album        | NO | Anmerkungen                        |
| ---- | ------------------ | --- | ---------------------------------- |
| 2022 | BlimE! – Den ene – | NO16 ×2Doppelplatin · (23 Wo.)NO | Erstveröffentlichung: 3. Juni 2022 |

Weitere Lieder
- 2019: En dag i morra (mit Matias Alegria und Victor Sotberg)
- 2021: Ditt eget svev
- 2021: BlimeE! – Dynamitt